# Basic Bank Account Number
Pour les articles homonymes, voir RIB.
Le Basic Bank Account Number (BBAN, litt. « numéro de compte bancaire basique ») ou relevé d'identité bancaire (RIB), en France, ou encore spécimen de chèque (Québec) est une suite de chiffres délivré par la banque et qui indique de manière unique un compte bancaire au niveau national. Il est remis à un débiteur ou un créancier dans le but d'opérer des virements bancaires ou des prélèvements bancaires à partir de ce compte. Ces éléments sont souvent présents sur les chèques.

## Remplacement du RIB par l'IBAN

### En France
La notion de RIB a été officiellement abolie avec le passage au format SEPA, c'est-à-dire que l'ancien format et la façon dont le RIB était utilisé sont devenus obsolètes. Désormais, dans le cadre du SEPA, ce sont les informations contenues dans l'IBAN et le BIC qui sont utilisées pour les transactions bancaires. Néanmoins le terme "RIB" est encore largement utilisée pour désigner l'ensemble des informations bancaires, même si, techniquement, ce n'est plus le format requis pour les opérations SEPA. Il est aussi parfois, à tort, utilisé pour désigner l'IBAN (International Bank Account Number) qui permet d'identifier un compte à l'international. Aujourd'hui les comptes bancaires français disposent du relevé d'identité bancaire qui comporte : l'IBAN, le BIC, le code banque, code guichet, numéro du compte et clé RIB (ces quatre dernières information sont parfois regroupées sous le nom de code RIB), le nom et prénom du titulaire et la domiciliation du compte (nom de la banque et de l’agence),. En Europe, l'IBAN est suffisant pour opérer des opérations bancaires SEPA (prélèvement et virement).
En France, l'IBAN est inscrit sur le relevé de compte du compte en question.

### Législation
La réglementation SEPA entraîne l'impossibilité d'utiliser le RIB pour des opérations bancaires, l'IBAN étant nécessaire et suffisant. Les virements et prélèvements nationaux et européens sont soumis aux mêmes frais et aux mêmes droits et devoirs. Il est également possible d'utiliser l'IBAN d'un autre pays européen dans son propre pays.
Les établissements de crédit (BNP Paribas, Société générale, Crédit agricole…), les établissements de paiement (Nickel par exemple) ainsi que les établissements de monnaie électronique (PayPal, Treezor…) ont la faculté de délivrer des IBAN.

## Composition
| 3 à 12 positions | 3 à 12 positions | 3 à 12 positions | 3 à 12 positions | 3 à 12 positions | 3 à 12 positions | 3 à 12 positions | 3 à 12 positions | 3 à 12 positions | 3 à 12 positions | 3 à 12 positions | 3 à 12 positions | 8 à 20 positions | 8 à 20 positions | 8 à 20 positions | 8 à 20 positions | 8 à 20 positions | 8 à 20 positions | 8 à 20 positions | 8 à 20 positions | 8 à 20 positions | 8 à 20 positions | 8 à 20 positions | 8 à 20 positions | 8 à 20 positions | 8 à 20 positions | 8 à 20 positions | 8 à 20 positions | 8 à 20 positions | 8 à 20 positions | 8 à 20 positions | 8 à 20 positions |
| IID              | IID              | IID              | IID              | IID              | IID              | IID              | IID              | IID              | IID              | IID              | IID              | BAN              | BAN              | BAN              | BAN              | BAN              | BAN              | BAN              | BAN              | BAN              | BAN              | BAN              | BAN              | BAN              | BAN              | BAN              | BAN              | BAN              | BAN              | BAN              | BAN              |

- IID : identification de l’établissement financier
- BAN : numéro de compte bancaire

Il n'a pas plus de 30 positions.
Chaque pays a la responsabilité de définir le format de son BBAN.

## Exemples
- France et Monaco (23 caractères) Format : BBBBBGGGGGCCCCCCCCCCCKK

B = code banque (5 chiffres), G = code guichet (5 chiffres), C = numéro de compte (11 chiffres et/ou lettres), K = clé RIB (2 chiffres entre 01 et 97)
- Belgique (12 chiffres) Format : BBBCCCCCCCKK

B = code banque (3 chiffres), C = numéro de compte (7 chiffres), KK = BBBCCCCCCC modulo 97 (si égal à 0, KK = 97)
- Allemagne (18 chiffres) Format BBBBBBBBCCCCCCCCCC

B = code banque (8 chiffres), C = numéro de compte (10 chiffres. Si moins, compléter à gauche avec des 0)
Nota: le numéro de compte allemand (C) contient une clé de contrôle, mais sa position et son calcul diffèrent d'une banque à l'autre. Il existe plus de 100 méthodes différentes de calcul de la clé en Allemagne (source : de:Kontonummer)

## Clé RIB
Clé = 97 − ([concaténation de banque, guichet, compte] * 100 modulo 97). Cette clé est proche de celle du numéro de Sécurité sociale français, à la différence qu'il n'est pas centuplé.
Si le compte comporte des lettres (banques françaises Banque postale et Crédit lyonnais), remplacer la lettre par son index de 1 à 9 dans l'alphabet ({\displaystyle A=1,\ \ldots ,\ I=9,\ J=1,\ }etc.) en laissant un saut entre R et S ({\displaystyle R=9,\ S=2}).

### Calcul de la Clef RIB en Java
```
	
public
 
int
 
getRibKey
(
String
 
rib
)
 
{

		 

		
StringBuilder
 
extendedRib
 
=
 
new
 
StringBuilder
(
rib
.
length
());

		
for
 
(
char
 
currentChar
 
:
 
rib
.
toCharArray
())
 
{

			
//Works on base 36

			
int
 
currentCharValue
 
=
 
Character
.
digit
(
currentChar
,
 
Character
.
MAX_RADIX
);

			
//Convert character to simple digit

			
extendedRib
.
append
(
currentCharValue
<
10
?
currentCharValue
:(
currentCharValue
 
+
 
(
int
)
 
StrictMath
.
pow
(
2
,(
currentCharValue
-
10
)
/
9
))
%
10
);

		
}

		

		
BigDecimal
 
extendedRibInt
 
=
 
new
 
BigDecimal
(
extendedRib
.
toString
());

		
return
 
97
-
 
extendedRibInt
.
multiply
(
new
 
BigDecimal
(
100
)).
toBigInteger
().
mod
(
new
 
BigDecimal
(
97
).
toBigInteger
()).
intValue
();

	
}

```

## Le chéquier
Le relevé d'identité bancaire, sur le carnet de chèque, est composé de :
- l'International Banking Account Number (IBAN), numéro de compte à la norme internationale ISO n° 13616
- le Bank Identification Code (BIC), identifiant de l'établissement financier (la banque) à la norme internationale ISO n° 9362
- le nom et l'adresse du titulaire du compte, en date d'établissement du carnet de chèque (les chèques restant valides après déménagement)
- le nom de l'établissement financier (la banque) et du guichet de domiciliation (l'agence bancaire)

## Vérification du RIB

### Algorithme
La validité d'un RIB se calcule grâce à la clé de celui-ci.
La première étape consiste à remplacer les lettres présentes par des chiffres pour faciliter le calcul.
| Caractère  | Chiffre représentant |
| ---------- | -------------------- |
| 0          | 0                    |
| 1, A, J    | 1                    |
| 2, B, K, S | 2                    |
| 3, C, L, T | 3                    |
| 4, D, M, U | 4                    |
| 5, E, N, V | 5                    |
| 6, F, O, W | 6                    |
| 7, G, P, X | 7                    |
| 8, H, Q, Y | 8                    |
| 9, I, R, Z | 9                    |

Pour faire la transformation, il suffit de se placer en base 36 (base 10 + 26 lettres) et d'appliquer le calcul suivant sur chaque caractère (transformé en nombre currentCharValue) puis de remplacer le sélectionné par le nombre donné :
{\displaystyle {\text{currentCharValue}}+2^{\frac {{\text{currentCharValue}}-10}{9}}{\pmod {10}}}
L'étape suivante (facultative) consiste à décomposer le code et multiplier chaque partie par une constante et en faire la somme.
Enfin, le code est correct si le nombre obtenu (soit par simple concaténation de nos différentes parties, soit par décomposition) est congru à 0 modulo 97.
{\displaystyle {\text{bankCode}}*89+{\text{counter}}*15+{\text{account}}*3+{\text{key}}\equiv 0{\pmod {97}}}

### Vérification du RIB en C#
La fonction check_rib retourne vrai ou faux en fonction de la validité des informations.

### Vérification du RIB en Java
```
import
 
java.math.BigDecimal
;

public
 
class
 
Validation
{

    
public
 
boolean
 
checkRib
(
String
 
rib
)
 
{

        
StringBuilder
 
extendedRib
 
=
 
new
 
StringBuilder
(
rib
.
length
());

        
for
 
(
char
 
currentChar
 
:
 
rib
.
toCharArray
())
 
{

            
int
 
intValue
;

            
if
 
(
'0'
 
<=
 
currentChar
 
&&
 
currentChar
 
<=
 
'9'
)
 
{

                
intValue
 
=
 
currentChar
 
-
 
'0'
;

            
}
 
else
 
if
 
(
'A'
 
<=
 
currentChar
 
&&
 
currentChar
 
<=
 
'I'
)
 
{

                
intValue
 
=
 
currentChar
 
-
 
'A'
 
+
 
1
;

            
}
 
else
 
if
 
(
'J'
 
<=
 
currentChar
 
&&
 
currentChar
 
<=
 
'R'
)
 
{

                
intValue
 
=
 
currentChar
 
-
 
'J'
 
+
 
1
;

            
}
 
else
 
if
 
(
'S'
 
<=
 
currentChar
 
&&
 
currentChar
 
<=
 
'Z'
)
 
{

                
intValue
 
=
 
currentChar
 
-
 
'S'
 
+
 
2
;

            
}
 
else
 
{

                
return
 
false
;

            
}

            
extendedRib
.
append
(
intValue
);

        
}

        
return
 
new
 
BigDecimal
(
extendedRib
.
toString
()).
remainder
(
new
 
BigDecimal
(
97
)).
intValue
()
 
==
 
0
;

    
}

}

```

### Vérification du RIB en Perl
Avec :
- $cbanque : code de la banque
- $cguichet : code du guichet
- $nocompte : numéro de compte
- $clerib : clé rib

```
    
use
 
Math::BigInt
;

    
my
 
%letter_substitution
 
=
 
(
"A"
 
=>
 
1
,
 
"B"
 
=>
 
2
,
 
"C"
 
=>
 
3
,
 
"D"
 
=>
 
4
,
 
"E"
 
=>
 
5
,
 
"F"
 
=>
 
6
,
 
"G"
 
=>
 
7
,
 
"H"
 
=>
 
8
,
 
"I"
 
=>
 
9
,

                               
"J"
 
=>
 
1
,
 
"K"
 
=>
 
2
,
 
"L"
 
=>
 
3
,
 
"M"
 
=>
 
4
,
 
"N"
 
=>
 
5
,
 
"O"
 
=>
 
6
,
 
"P"
 
=>
 
7
,
 
"Q"
 
=>
 
8
,
 
"R"
 
=>
 
9
,

                                         
"S"
 
=>
 
2
,
 
"T"
 
=>
 
3
,
 
"U"
 
=>
 
4
,
 
"V"
 
=>
 
5
,
 
"W"
 
=>
 
6
,
 
"X"
 
=>
 
7
,
 
"Y"
 
=>
 
8
,
 
"Z"
 
=>
 
9
);
 

    
my
 
$tabcompte
 
=
 
""
;
 

    
my
 
$len
 
=
 
length
(
$nocompte
);

    
return
 
0
 
if
 
(
$len
 
!=
 
11
);

    
for
 
(
my
 
$i
 
=
 
0
;
 
$i
 
<
 
$len
;
 
$i
++
)
 
{

        
my
 
$car
 
=
 
substr
(
$nocompte
,
 
$i
,
 
1
);
 

        
if
 
(
$car
 
!~
 
m/^\d$/
)
 
{

            
my
 
$b
 
=
 
$letter_substitution
{
uc
(
$car
)};

            
my
 
$c
 
=
 
(
 
$b
 
+
 
2
**
((
$b
 
-
 
10
)
/
9
)
 
)
 
%
 
10
;
 

            
$tabcompte
 
.=
 
$c
;
 

        
}
 
else
 
{

            
$tabcompte
 
.=
 
$car
;

        
}
   

    
}
   

    
my
 
$int
 
=
 
"$cbanque$cguichet$tabcompte$clerib"
;

    
return
 
(
length
(
$int
)
 
>=
 
21
 
&&
 
Math::BigInt
->
new
(
$int
)
->
bmod
(
97
)
 
==
 
0
)
 
?
 
1
 
:
 
0
;

```

### Vérification du RIB en PHP
La fonction check_rib retourne vrai ou faux en fonction de la validité des informations.
```
function
 
check_rib
(
$cbanque
,
 
$cguichet
,
 
$nocompte
,
 
$clerib
)
 
{

	
$tabcompte
 
=
 
""
;

	
$len
 
=
 
strlen
(
$nocompte
);

	
if
 
(
$len
 
!=
 
11
)
 
{

		
return
 
false
;

	
}

	
for
 
(
$i
 
=
 
0
;
 
$i
 
<
 
$len
;
 
$i
++
)
 
{

		
$car
 
=
 
substr
(
$nocompte
,
 
$i
,
 
1
);

		
if
 
(
!
is_numeric
(
$car
))
 
{

			
$c
 
=
 
ord
(
$car
)
 
-
 
(
ord
(
'A'
)
 
-
 
1
);

			
$b
 
=
 
((
$c
 
+
 
pow
 
(
 
2
,
 
(
$c
 
-
 
10
)
 
/
 
9
 
))
 
%
 
10
)
 
+
 
((
$c
 
>
 
18
 
&&
 
$c
 
<
 
25
)
 
?
 
1
 
:
 
0
);

			
$tabcompte
 
.=
 
$b
;

		
}

		
else
 
{

			
$tabcompte
 
.=
 
$car
;

		
}

	
}

	
$int
 
=
 
$cbanque
 
.
 
$cguichet
 
.
 
$tabcompte
 
.
 
$clerib
;

	
return
 
(
strlen
(
$int
)
 
>=
 
21
 
&&
 
bcmod
(
$int
,
 
97
)
 
==
 
0
);

}

```

### Vérification du RIB en Python
```
def
 
check_rib
(
rib
):

    
if
 
len
(
rib
)
 
!=
 
23
:

        
return
 
False

    
_RIB_MAP
 
=
 
{

        
'A'
:
'1'
,
 
'B'
:
'2'
,
 
'C'
:
'3'
,
 
'D'
:
'4'
,
 
'E'
:
'5'
,
 
'F'
:
'6'
,
 
'G'
:
'7'
,
 
'H'
:
'8'
,
 
'I'
:
'9'
,

        
'J'
:
'1'
,
 
'K'
:
'2'
,
 
'L'
:
'3'
,
 
'M'
:
'4'
,
 
'N'
:
'5'
,
 
'O'
:
'6'
,
 
'P'
:
'7'
,
 
'Q'
:
'8'
,
 
'R'
:
'9'
,

        
'S'
:
'2'
,
 
'T'
:
'3'
,
 
'U'
:
'4'
,
 
'V'
:
'5'
,
 
'W'
:
'6'
,
 
'X'
:
'7'
,
 
'Y'
:
'8'
,
 
'Z'
:
'9'
,

    
}

    
values
 
=
 
""
.
join
(
_RIB_MAP
.
get
(
char
.
upper
(),
 
char
)
 
for
 
char
 
in
 
rib
)

    
if
 
not
 
values
.
isdigit
():

        
return
 
False

    
    
bankcode
 
=
 
int
(
values
[:
5
])

    
counter
 
=
 
int
(
values
[
5
:
10
])

    
account
 
=
 
int
(
values
[
10
:
21
])

    
key
 
=
 
int
(
values
[
21
:])

    
return
 
(
bankcode
*
89
 
+
 
counter
*
15
 
+
 
account
*
3
 
+
 
key
)
 
%
 
97
 
==
 
0

```

### Vérification du RIB en Ruby
Avec :
- rib : le RIB complet sans espace à passer à la méthode.

```
  
def
 
rib?
(
rib
)

    
bank
,
 
office
,
 
account
,
 
key
 
=
 
rib
.
match
(
/^(\d{5})(\d{5})([[:alnum:]]{11})(\d{2})$/
)
.
captures

    
account
                    
=
 
account
.
each_char
.
inject
(
''
)
 
do
 
|
sum
,
 
char
|

      
char
 
=
 
char
.
to_i
 
36

      
sum
  
+=
 
((
char
 
+
 
2
 
**
 
((
char
 
-
 
10
)
/
9
))
.
to_i
 
%
 
10
)
.
to_s

    
end

    
result
                     
=
 
bank
 
+
 
office
 
+
 
account
 
+
 
key

    
result
.
size
 
>=
 
21
 
&&
 
result
.
to_i
 
%
 
97
 
==
 
0

  
rescue

    
# Le RIB n’est pas valide

    
false

  
end

```

### Vérification du RIB en SQL
Cette vérification permet de valider la saisie de l'utilisateur, qui renseigne à l'exécution de la requête SQL les codes Banque, Guichet et numéro de compte, ou de lui demander une nouvelle saisie.
```
  
select
 
Saisie
.
*

         
,
97
-
mod
(
Banque
*
89
+
Guichet
*
15
+
Compte
*
3
,
97
)
 
CleRIB

  
from
 
(
select
 
substr
(
lpad
(
&
Banque
,
5
,
'0'
),
1
,
5
)
 
Banque

              
,
substr
(
lpad
(
&
Guichet
,
5
,
'0'
),
1
,
5
)
 
Guichet

              
,
translate
(
upper
(
substr
(
lpad
(
'&Compte'
,
11
,
'0'
),
1
,
11
))

                       
,
'ABCDEFGHIJKLMNOPQRSTUVWXYZ'

                       
,
 
12345678912345678923456789

               
)
 
Compte

        
from
 
dual

       
)
 
Saisie
;

```

### Vérification du RIB en SQL pour Oracle
Cette vérification permet de vérifier un grand nombre de RIB, dans une table RIB_payment 
```
CREATE
 
TABLE
 
(
 
rib_id
    
NUMBER
(
10
)

    
,
 
rib_banque
     
VARCHAR2
(
12
)

         
CONSTRAINT
 
rib_banque_nn_payment
 
NOT
 
NULL
 
NOT
 
NULL

    
,
 
rib_guichet
      
VARCHAR2
(
12
)
 

         
CONSTRAINT
 
rib_guichet_nn_payment
 
NOT
 
NULL

    
,
 
rib_compte
          
VARCHAR2
(
20
)
 

         
CONSTRAINT
 
rib_compte_nn_payment
 
NOT
 
NULL

    
,
 
rib_cle
   
VARCHAR2
(
3
)

    
,
 
rib_saisie_date
      
DATE
  
DEFAULT
 
SYSDATE
 

         
CONSTRAINT
 
rib_saisie_date_nn_payment
  
NOT
 
NULL

    
,
 
person_id
         
VARCHAR2
(
10
)
/*titulaire, personne morale ou physique*/

       
CONSTRAINT
     
rib_person_id_nn_payment
  
NOT
 
NULL

    
,
 
CONSTRAINT
     
rib_person_id_uk_payment

                     
UNIQUE
 
(
person_id
)

    
)

```

 saisie au préalable, et en relation avec une table des personnes (personnes physiques ou personnes morales).
```
 
SELECT
 
IBAN
,

MOD
(

REPLACE
(
REPLACE
(
REPLACE
(
REPLACE
(
REPLACE
(

REPLACE
(
REPLACE
(
REPLACE
(
REPLACE
(
REPLACE
(

REPLACE
(
REPLACE
(
REPLACE
(
REPLACE
(
REPLACE
(

REPLACE
(
REPLACE
(
REPLACE
(
REPLACE
(
REPLACE
(

REPLACE
(
REPLACE
(
REPLACE
(
REPLACE
(
REPLACE
(

REPLACE
(
 
REPLACE
(
 
substr
(
IBAN
,
5
,
length
(
IBAN
))
||
substr
(
IBAN
,
1
,
4
)

,
'A'
,
'10'
),
'B'
,
'11'
),
'C'
,
'12'
),
'D'
,
'13'
),
'E'
,
'14'
)

,
'F'
,
'15'
),
'G'
,
'16'
),
'H'
,
'17'
),
'I'
,
'18'
),
'J'
,
'19'
)

,
'K'
,
'20'
),
'L'
,
'21'
),
'M'
,
'22'
),
'N'
,
'23'
),
'O'
,
'24'
)

,
'P'
,
'25'
),
'Q'
,
'26'
),
'R'
,
'27'
),
'S'
,
'28'
),
'T'
,
'29'
)

,
'U'
,
'30'
),
'V'
,
'31'
),
'W'
,
'32'
),
'X'
,
'33'
),
'Y'
,
'34'
)

,
'Z'
,
'35'
)
  
,
' '
,
''
)

,
97
)
 
IBAN_modulo

FROM
  
COMPTE

```

La requête contrôle le IBAN (on peut facilement le construire à partir du RIB).

### Vérification du RIB en VBA
Ce code fonctionne sous Excel, l'abréviation « VBE » étant la contraction de VBA pour Excel.

### Vérification du RIB en VB.NET
```
    
Private
 
Function
 
textetochiffre
(
ByVal
 
numero
 
As
 
String
)
 
As
 
Integer

        
If
 
IsNumeric
(
numero
)
 
=
 
False
 
Then

            
numero
 
=
 
Asc
(
numero
)
 
-
 
55

        
End
 
If

        
Return
 
Math
.
Floor
((
numero
 
+
 
Math
.
Pow
(
2
,
 
(
numero
 
-
 
10
)
 
/
 
9
))
 
Mod
 
10
)

    
End
 
Function

    
Private
 
Function
 
verifierrib
(
ByVal
 
plainrib
 
As
 
String
)

        
Dim
 
rib
 
As
 
String
 
=
 
""

        
For
 
i
 
=
 
0
 
To
 
plainrib
.
Count
 
-
 
1

            
rib
 
=
 
rib
 
&
 
textetochiffre
(
plainrib
.
Substring
(
i
,
 
1
))

        
Next

        
Dim
 
banknote
 
As
 
String
 
=
 
rib
.
Substring
(
0
,
 
5
)

        
Dim
 
guichet
 
As
 
String
 
=
 
rib
.
Substring
(
5
,
 
5
)

        
Dim
 
compte
 
As
 
String
 
=
 
rib
.
Substring
(
10
,
 
11
)

        
Dim
 
clerib
 
As
 
String
 
=
 
rib
.
Substring
(
21
,
 
2
)

        
Dim
 
result
 
As
 
Integer
 
=
 
(
banknote
 
*
 
89
 
+
 
guichet
 
*
 
15
 
+
 
compte
 
*
 
3
 
+
 
clerib
)
 
Mod
 
97

        
If
 
result
 
=
 
0
 
Then

            
Return
 
True

        
Else

            
Return
 
False

        
End
 
If

    
End
 
Function

```

## Conversion du RIB en IBAN

### Algorithme
1. Créer un IBAN temporaire, composé du code du pays : FR pour la France, suivi de " 00 " et du " code RIB "
2. Déplacer les 4 premiers caractères de l’IBAN vers la droite du numéro.
3. Convertir les lettres en chiffres, selon le principe "A" vaut "10" ... "Z" vaut "35".
4. Calculer le modulo 97 et retrancher le reste de 98. Si le résultat comporte un seul chiffre, insérer un zéro devant.

Insérer le résultat ainsi obtenu à la position 3 de l’IBAN temporaire créé dans l’étape 1.

### Conversion du RIB en IBAN en C#
```
public
 
static
 
string
 
GetIban
(
string
 
codebanque
,
 
string
 
codeGuichet
,
 
string
 
numerocompte
,
 
string
 
cle
)

{

    
const
 
string
 
alphabet
 
=
 
"ABCDEFGHIJKLMNOPQRSTUVWXYZ"
;

    
var
 
tmp
 
=
 
(
codebanque
 
+
 
codeGuichet
 
+
 
numerocompte
 
+
 
cle
 
+
 
"FR00"
).
ToUpper
();

    
foreach
 
(
var
 
c
 
in
 
tmp
.
Where
(
char
.
IsLetter
))

    
{

        
tmp
 
=
 
tmp
.
Replace
(
c
.
ToString
(
CultureInfo
.
InvariantCulture
),
 
(
alphabet
.
IndexOf
(
c
)
 
+
 
10
).
ToString
(
CultureInfo
.
InvariantCulture
));

    
}

    
var
 
ibanKey
 
=
 
(
98
 
-
 
(
System
.
Numerics
.
BigInteger
.
Parse
(
tmp
)
 
%
 
97
)).
ToString
(
CultureInfo
.
InvariantCulture
);

    
return
 
"FR"
 
+
 
((
ibanKey
.
Length
 
==
 
1
)
 
?
 
"0"
 
:
 
""
)
 
+
 
ibanKey
 
+
 
codebanque
 
+
 
codeGuichet
 
+
 
numerocompte
 
+
 
cle
;

}

```

### Conversion du RIB en IBAN en Java
```
public
 
static
 
String
 
getIBAN
(
String
 
codebanque
,
 
String
 
codeGuichet
,
 
String
 
numerocompte
,
 
String
 
cle
)
 
{

    
String
 
alphabet
 
=
 
"ABCDEFGHIJKLMNOPQRSTUVWXYZ"
;

    
String
 
tmp
 
=
 
codebanque
 
+
 
codeGuichet
 
+
 
numerocompte
 
+
 
cle
 
+
 
"FR00"
;

    
tmp
 
=
 
tmp
.
toUpperCase
();

    
for
 
(
char
 
c
 
:
 
tmp
.
toCharArray
())
 
{

        
if
 
(
Character
.
isLetter
(
c
))
 
{

            
tmp
  
=
 
tmp
 
.
replaceAll
(
String
.
valueOf
(
c
),
 
String
.
valueOf
(
alphabet
.
indexOf
(
c
)
 
+
 
10
));

        
}

    
}

    
String
 
ibanKey
 
=

            
String
.
valueOf
(
new
 
BigDecimal
(
98
).
subtract
(
new
 
BigDecimal
(
tmp
).
remainder
((
new
 
BigDecimal
(
97
)))));

    
if
 
(
ibanKey
.
length
()
 
==
 
1
)
 
{

        
ibanKey
 
=
 
"0"
 
+
 
ibanKey
;

    
}

    
return
 
"FR"
 
+
 
ibanKey
 
+
 
codebanque
 
+
 
codeGuichet
 
+
 
numerocompte
 
+
 
cle
;

}

```

### Conversion du RIB en IBAN en Perl
```
use
 
bigint
;

sub
 
rib_to_iban
 
{

	
my
 
(
$rib
)
 
=
 
@_
;

	
my
 
@letter
 
=
 
(
'0'
..
'9'
,
'A'
..
'Z'
);

	
my
 
$iban
 
=
 
""
;

	
foreach
 
my
 
$char
(
split
(
//
,
"${rib}FR00"
))
 
{

		
my
 
(
$index
)
 
=
 
grep
 
{
 
$letter
[
$_
]
 
eq
 
$char
 
}
 
(
0
 
..
 
@letter
-
1
);

		
$iban
 
.=
 
$index
;

	
}

	
my
 
$key
 
=
 
98
 
-
  
(
$iban
 
%
 
97
);

    
return
 
sprintf
(
"FR%.2d%s"
 
,
$key
,
 
$rib
);

}

```

### Conversion du RIB en IBAN en PHP
```
function
 
Rib2Iban
(
$codebanque
,
$codeguichet
,
$numerocompte
,
$cle
){

	
$charConversion
 
=
 
array
(
"A"
 
=>
 
"10"
,
"B"
 
=>
 
"11"
,
"C"
 
=>
 
"12"
,
"D"
 
=>
 
"13"
,
"E"
 
=>
 
"14"
,
"F"
 
=>
 
"15"
,
"G"
 
=>
 
"16"
,
"H"
 
=>
 
"17"
,

	
"I"
 
=>
 
"18"
,
"J"
 
=>
 
"19"
,
"K"
 
=>
 
"20"
,
"L"
 
=>
 
"21"
,
"M"
 
=>
 
"22"
,
"N"
 
=>
 
"23"
,
"O"
 
=>
 
"24"
,
"P"
 
=>
 
"25"
,
"Q"
 
=>
 
"26"
,

	
"R"
 
=>
 
"27"
,
"S"
 
=>
 
"28"
,
"T"
 
=>
 
"29"
,
"U"
 
=>
 
"30"
,
"V"
 
=>
 
"31"
,
"W"
 
=>
 
"32"
,
"X"
 
=>
 
"33"
,
"Y"
 
=>
 
"34"
,
"Z"
 
=>
 
"35"
);

	
$tmpiban
 
=
 
strtr
(
strtoupper
(
$codebanque
.
$codeguichet
.
$numerocompte
.
$cle
)
.
"FR00"
,
$charConversion
);

	
// Soustraction du modulo 97 de l'IBAN temporaire à 98

	
$cleiban
 
=
 
strval
(
98
 
-
 
intval
(
bcmod
(
$tmpiban
,
"97"
)));

	
if
 
(
strlen
(
$cleiban
)
 
==
 
1
)

		
$cleiban
 
=
 
"0"
.
$cleiban
;

	
return
 
"FR"
.
$cleiban
.
$codebanque
.
$codeguichet
.
$numerocompte
.
$cle
;

}

```

### Conversion du RIB en IBAN en Python
Avec :
- rib : le RIB complet sans espace à passer à la méthode.

```
def
 
rib_to_iban
(
rib
):

    
tmp_iban
 
=
 
int
(
""
.
join
(
str
(
int
(
c
,
36
))
 
for
 
c
 
in
 
rib
+
"FR00"
))

    
key
 
=
 
98
 
-
 
(
tmp_iban
 
%
 
97
)

    
return
 
"FR
%.2d%s
"
 
%
 
(
key
,
 
rib
)

```

### Conversion du RIB en IBAN en Ruby
Avec :
- rib : le RIB complet sans espace à passer à la méthode.

```
  
def
 
rib_to_iban
(
rib
)

    
tmp_iban
 
=
 
"
#{
rib
}
FR00"
.
each_char
.
map
 
{
 
|
char
|
 
char
.
to_i
(
36
)
.
to_s
 
}
.
join
.
to_i

    
key
 
=
 
98
 
-
 
(
tmp_iban
 
%
 
97
)

    
"FR%.2d%s"
 
%
 
[
key
,
 
rib
]

  
end

```

### Conversion du RIB en IBAN en SQL Server 2008 R2 (Microsoft)
```
-- Creates an IBAN (International Bank Account Number) from a BBAN (Basic Bank Account Number) and BIC (Bank Identifier Code)

-- SQL 2008 R2

-- Tested on several SEPA countries

CREATE
 
FUNCTION
 
[
dbo
].[
SQL_F_BBAN_IBAN
]
 
(
@
bban
 
varchar
(
30
),
 
@
bic
 
varchar
(
11
))

RETURNS
 
varchar
(
40
)

AS

-- Creates an IBAN (International Bank Account Number) from a BBAN (Basic Bank Account Number) and BIC (Bank Identifier Code)

-- In :		BBAN, BIC

-- Returns :	IBAN

BEGIN
 

	
declare
 
@
bbanwk
 
varchar
(
60
),
 
@
country
 
char
(
2
),
 
@
bbannbp
 
int
,
 
@
bbanp
 
varchar
(
9
),
 
@
pos
 
smallint
,
 
@
mod
 
int
,
 
@
i
 
smallint
,
 
@
keyiban
 
char
(
2
),
 
@
iban
 
varchar
(
40
)

	
-- Get the country code from the BIC

	
set
 
@
country
 
=
 
substring
(
@
bic
,
 
5
,
 
2
)

	
-- Place it at the end of BBAN

	
set
 
@
bbanwk
 
=
 
@
bban
 
+
 
@
country
 
+
 
'00'

	
-- Replace any letters with their numeric value (code ASCII - 55)

	
while
 
isnumeric
(
@
bbanwk
+
'e0'
)
 
=
 
0

		
BEGIN

			
set
 
@
pos
 
=
 
(
select
 
patindex
(
'%[^0-9]%'
,
@
bbanwk
))

			
set
 
@
bbanwk
 
=
 
(
select
 
replace
(
@
bbanwk
,
substring
(
@
bbanwk
,
@
pos
,
1
),
ascii
(
substring
(
@
bbanwk
,
@
pos
,
1
))
-
55
))

		
END

	
-- Split the BBAN into parts of 9 numbers max (because too long for SQL data type INT) and calculate MOD 97 of each part

	
-- suppose to add 1 iteration each 4 iteration, so init @i = 0 and not 1 for some case.

	
set
 
@
bbannbp
 
=
 
ceiling
(
len
(
@
bbanwk
)
 
/
 
9
.
0
)
 

	
set
 
@
pos
 
=
 
10

	
set
 
@
i
 
=
 
0

	
set
 
@
bbanp
 
=
 
left
(
@
bbanwk
,
 
9
)

	
while
 
@
i
 
<=
 
@
bbannbp

		
BEGIN

			
set
 
@
mod
 
=
 
cast
(
@
bbanp
 
as
 
int
)
 
%
 
97

			
-- Put the result at the beginning of the next group			

			
set
 
@
bbanp
 
=
 
cast
(
@
mod
 
as
 
varchar
)
 
+
 
substring
(
@
bbanwk
,
 
@
pos
,
 
7
)

			
set
 
@
i
 
=
 
@
i
 
+
 
1

			
set
 
@
pos
 
=
 
@
pos
 
+
 
7

		
END

	
-- IBAN key 2 characters

	
set
 
@
keyiban
 
=
 
right
(
'00'
 
+
 
cast
((
98
 
-
 
@
mod
)
 
as
 
varchar
),
 
2
)

	
set
 
@
iban
 
=
 
@
country
 
+
 
@
keyiban
 
+
 
@
bban

RETURN
 
@
iban

END

GO

```

### Conversion du RIB en IBAN en SQL pour Oracle
```
FUNCTION
 
SO_F_RIB_IBAN
(
pi_va_rib
 
IN
 
VARCHAR2
)
 
RETURN
 
VARCHAR2

IS

  
l_i_loop
 
INTEGER
;

  
l_va_return
 
VARCHAR2
(
40
);

  
l_n_clee
 
INTEGER
;

BEGIN

  
l_va_return
 
:
=
 
UPPER
(
pi_va_rib
)
 
||
 
'FR00'
;

		

  
-- Transformation de A-Z en 10-35

  
FOR
 
l_i_loop
 
IN
 
0
 
..
 
25
 
LOOP

    
l_va_return
 
:
=
 
REPLACE
(
l_va_return
,
 
CHR
(
65
+
l_i_loop
),
 
(
10
+
l_i_loop
));
		

  
END
 
LOOP
;

		

  
-- Soustraction du modulo 97 de l'IBAN temporaire à 98

  
l_n_clee
 
:
=
 
(
98
 
-
 
MOD
(
l_va_return
,
97
));

 

  
-- Retourne l'iban

  
RETURN
 
'FR'
 
||
 
TRIM
(
TO_CHAR
(
l_n_clee
,
 
'00'
))
 
||
 
UPPER
(
pi_va_rib
);
		

END
 
SO_F_RIB_IBAN
;

```

### Conversion du RIB en IBAN en VBA
Ce code fonctionne sous Excel, l'abréviation « VBE » étant la contraction de VBA pour Excel.

### Conversion du RIB en IBAN en VB.NET
```
Public
 
Function
 
GetIBAN
(
rib
 
As
 
String
)
 
As
 
String

	
rib
 
=
 
rib
.
Replace
(
" "
,
 
""
)

	
Dim
 
tmpIBAN
 
As
 
New
 
StringBuilder
()

	
For
 
Each
 
c
 
As
 
Char
 
In
 
(
rib
 
+
 
"FR00"
).
ToUpper
()

		
Dim
 
v
 
As
 
Integer
 
=
 
Asc
(
c
)
 
+
 
If
(
c
 
>=
 
"A"c
,
 
-
Asc
(
"A"
)
 
+
 
10
,
 
-
Asc
(
"0"
))

		
tmpIBAN
.
Append
(
v
)

	
Next

	
Dim
 
tmpIBANString
 
As
 
String
 
=
 
tmpIBAN
.
ToString
()

	
Dim
 
checksum
 
As
 
Integer
 
=
 
0

	
For
 
Each
 
c
 
In
 
tmpIBANString

		
checksum
 
*=
 
10

		
checksum
 
+=
 
Integer
.
Parse
(
c
)

		
checksum
 
=
 
checksum
 
Mod
 
97

	
Next

	
Dim
 
ibanKey
 
As
 
String
 
=
 
(
98
 
-
 
checksum
).
ToString
()

	
Return
 
"FR"
 
+
 
Right
(
"0"
 
&
 
ibanKey
,
 
2
)
 
+
 
rib

End
 
Function

```

### Conversion du RIB en IBAN en JavaScript
```
function
 
GetIban
(
codeBanque
,
 
codeGuichet
,
 
numCompte
,
 
cleRib
)
 
{

        
var
 
alphabet
 
=
 
"ABCDEFGHIJKLMNOPQRSTUVWXYZ"
;

        
var
 
tmp
 
=
 
""
;

        
tmp
 
=
 
""
 
+
 
String
(
codeBanque
)
 
+
 
String
(
codeGuichet
)
 
+
 
String
(
numCompte
)
 
+
 
String
(
cleRib
)
 
+
 
"FR00"
;

        
tmp
 
=
 
tmp
.
toUpperCase
();

        
tmp
 
=
 
tmp
.
split
(
""
);
 

        

        
for
 
(
var
 
i
 
=
 
0
;
 
i
 
<
 
tmp
.
length
;
 
i
++
)
 
{

            
if
 
(
alphabet
.
indexOf
(
tmp
[
i
])
 
!=
 
-
1
)
 
{

                
tmp
[
i
]
 
=
 
String
(
alphabet
.
indexOf
(
tmp
[
i
])
 
+
 
10
);

            
}

        
}

        
tmp
 
=
 
tmp
.
join
(
""
);

        
var
 
moduloRemainder
 
=
 
parseInt
(
tmp
 
%
 
97
,
 
10
);

        
var
 
ibanKey
 
=
 
(
98
 
-
 
moduloRemainder
).
toString
();

        
if
 
(
ibanKey
.
length
 
==
 
1
)
 
{

            
ibanKey
 
=
 
"0"
 
+
 
ibanKey
;

        
}

        
return
 
"FR"
 
+
 
ibanKey
 
+
 
codeBanque
 
+
 
codeGuichet
 
+
 
numCompte
 
+
 
cleRib
;

    
};

```